# Anisogammarus epistomus
Anisogammarus epistomus är en kräftdjursart som beskrevs av Edward Lloyd Bousfield 200. Anisogammarus epistomus ingår i släktet Anisogammarus och familjen Anisogammaridae. Inga underarter finns listade i Catalogue of Life.